# Stef Wils
Stef Wils (sinh 8 tháng 2 năm 1982) là một cầu thủ bóng đá Bỉ thi đấu ở vị trí trung vệ cho câu lạc bộ tại Nemzeti Bajnokság I- Szombathelyi Haladás.

## Sự nghiệp
Wils khởi đầu sự nghiệp ở hạng cao nhất của bóng đá Bỉcùng với Lierse, thi đấu 5 mùa giải. Sau đó anh ký hợp đồng cho Westerlo khi thay vào sân Chris Janssens. Wils chuyển đến Gent trong kì chuyển nhượng mùa đông 2008-09, trước khi trở về Westerlo vào tháng 8 năm 2011, ký bản hợp đồng 3 năm. Sau sự xuống hạng của Westerlo năm 2012, anh chuyển đến Cercle Brugge.

## Danh hiệu
K.A.A. Gent
- Cúp bóng đá Bỉ (1): 2009–10